# Die Kommenden (Künstlervereinigung)
Die Kommenden war eine 1900 von Ludwig Jacobowski und Heinrich Hart gegründete künstlerisch-literarische Vereinigung, die sich im Café Nollendorf-Kasino in Berlin zu Lesungen und Vorträgen traf. Nach Jacobowskis Tod im Dezember 1900 übernahm Rudolf Steiner gemeinsam mit Heinz Lux die Leitung des Kreises.
Das Nollendorf-Kasino am Nollendorfplatz war der Nachfolger des alten Literaten-Cafés Kaiserhof. Die Treffen fanden wöchentlich am Donnerstag in den Räumen im Obergeschoss über dem eigentlichen Café statt. Teilnehmer bzw. Gäste und Vortragende des Klubs waren Schriftsteller, Wissenschaftler und Künstler, unter anderen: 
- Martha Asmus, auch bekannt unter ihrem Pseudonym Martha Klodwig
- Maria Eichhorn-Fischer, besser bekannt unter ihrem Pseudonym Dolorosa
- Samuel Lublinski
- Marie Madeleine
- John Henry Mackay
- Anna Michaelson
- Hans Ostwald
- Hans Pfitzner
- Ernst Rossius vom Rhyn
- Johannes Schlaf
- Else Lasker-Schüler
- Ilse von Stach
- Ernst von Wolzogen
- Stefan Zweig

Die (Voll-)Mitglieder des Klubs waren nur eine kleine Gruppe von ca. sechs Personen, hauptsächlich Wissenschaftler. Zu den Mitgliedern zählten Franz Colmers, Leo Frobenius, Heinrich Hubert Houben, vermutlich auch Alfred N. Gotendorf und Rudolf Steiner. Obwohl von Anfang an dabei scheint Steiner insbesondere zu den vortragenden Dichtern und Dichterinnen eine distanzierte Haltung eingenommen zu haben. Seine zweite Frau Marie Steiner von Sievers schreibt über die Lesungen:

„[…] die Flügel jener Dichter und Dichterinnen hingen schwer an den Boden herab; der Alltagsstaub klebte ihnen an. […] So traten sie hervor und so trugen sie vor: Dolorosa, Maria Magdalena – das waren die bevorzugtesten Dichterinnen. Seltsam wirkten sie und bedrückend. Wie ein künstlich überheiztes Treibhaus. […] Dazwischen das sinnende und doch freundliche Gesicht Rudolf Steiners, der auch hier etwas tut, um das Ganze zu heben, zu animieren. – Aber man merkt es, mit einem müden Schulterfall, als ob er sich schon klar sei, dass hier nichts zu machen wäre.“

Besonders die Auftritte der Dolorosa scheinen teilweise schon gehässige Kommentare provoziert zu haben. So schreibt Hans Ostwald über die Dichterin:

„[…] jene mit dem häßlichen Gesicht und der dicken Nase, die einen Gedichtband mit mystischem-lateinischen Titel in die Welt warf – berühmt wurde – und nun solche masochistischen Bücher schreibt, die ihren Verleger immer auf einige Monate hinter geschlossene Mauern bringen.“

Daneben gab es aber auch weniger kontroverse Vorträge, unter anderem von Steiner, zu Gegenständen wie „Die Persönlichkeit Friedrich Nietzsches“ oder über Georg Büchner.
Auch nach dem Tod des Gründers Jacobowski im Dezember 1900 wurden die Treffen fortgesetzt. In einer auch als Gedenkbuch für Jacobowski gedachten Veröffentlichung, die 1901 erschien, sind als Erstdruck fünf später in dem Gedichtband Styx erschienene Gedichte Else Lasker-Schülers enthalten, nämlich „Eifersucht“, „Nervus Erotis“, „Karma“, „Kühle“ und „Chaos“.
Teilnehmerlisten der Klubveranstaltungen befinden sich im Archiv der Rudolf-Steiner-Nachlassverwaltung in Dornach.

## Veröffentlichung
- Die Kommenden. Erste Veröffentlichung aus den Darbietungen der „Kommenden“ an den Donnerstagabenden im Nollendorf-Kasino. Buch 1. Berlin 1901.